# 北川創
北川 創（きたがわ はじめ）は、日本の知的財産学者、特許権法学者。理学修士（東京大学）。大阪工業大学知的財産専門職大学院教授。元特許庁審査第一部審査官。
専門は、特許権法学・実用新案法・知的財産法、知的財産管理（IPマネジメント）、アジア知的財産法（特に中国・マレーシア）、技術経営(MOT) ・技術マネジメント。

## 略歴
1998年東京大学大学院理学研究科修士課程修了。同年、特許庁入庁。2002年同庁審査第二部計測審査官。2013年山口大学大学院技術経営(MOT)研究科へ出向（2年間）。その間、マレーシア工科大学での海外講義も経験。2015年特許庁審査第一部審査官。2024年大阪工業大学知的財産専門職大学院教授。